# 扎魯德季亞 (克羅列韋茨區)
51°26′44″N 33°33′58″E / 51.44556°N 33.56611°E
扎魯德迪亞（烏克蘭語：Заруддя）是位於烏克蘭東北部的村莊，由蘇梅州科諾托普區的克羅萊韋茨市鎮負責管轄。該村處於洛克尼亞河畔，分別距離莫羅濟夫卡1.5公里和洛克尼亞2.5公里，海拔高度136米，2001年人口109。